# リエナールの定理
力学系において、リエナールの定理 (Liénard's theorem) とはリミットサイクルの存在を示す定理。

## リエナール方程式
次のような微分方程式を、リエナール方程式という。
{\displaystyle {d^{2}x \over dt^{2}}+f(x){dx \over dt}+g(x)=0}

## リエナールの定理
リエナール方程式が次の5つの条件を満たすとき、{\displaystyle \left(x,{dx \over dt}\right)} 平面状に唯一の安定なリミットサイクルを持つ。
1. f(x) と g(x) の微分が連続（C1級）
2. g(x) が奇関数
3. f(x) が偶関数
4. x > 0 ならば、 g(x) > 0
5. 次のような a が存在する。奇関数 {\displaystyle F(x)=\int _{0}^{x}\!f(u)\,du} が、
  - {\displaystyle 0<x<a} ならば、{\displaystyle F(x)<0}
  - {\displaystyle F(a)=0}
  - {\displaystyle x>a} ならば、正かつ非減少

## リエナール系
リエナール方程式は、
{\displaystyle F(x):=\int _{0}^{x}f(\xi )d\xi }
{\displaystyle x_{1}:=x\,}
{\displaystyle x_{2}:={dx \over dt}+F(x)}
と置くことで、等価な2次元の常微分方程式系に変換できる。
{\displaystyle {\begin{bmatrix}{\dot {x}}_{1}\\{\dot {x}}_{2}\end{bmatrix}}=\mathbf {h} (x_{1},x_{2}):={\begin{bmatrix}x_{2}-F(x_{1})\\-g(x_{1})\end{bmatrix}}}
これをリエナール系と呼ぶ.